# Кли Крик (Калифорнија)
Кли Крик (енгл. Clear Creek) насељено је место без административног статуса у америчкој савезној држави Калифорнија.

## Демографија
По попису из 2010. године број становника је 169.
| Група             | 2000.    | 2010.       |
| Белци             | 0 (0,0%) | 142 (84,0%) |
| Афроамериканци    | 0 (0,0%) | 0 (0,0%)    |
| Азијати           | 0 (0,0%) | 0 (0,0%)    |
| Хиспаноамериканци | 0 (0,0%) | 15 (8,9%)   |
| Укупно            | 0        | 169         |